# Macrobrochis huma
Macrobrochis huma là một loài bướm đêm thuộc phân họ Arctiinae, họ Erebidae.